# Giovanni Maria Trabaci
Giovanni Maria Trabaci (Montepeloso, vers 1575 – Naples, 31 décembre 1647) est un compositeur et organiste italien du début de l'ère baroque.

## Biographie
Né à Montepeloso (nom en dialecte d'Irsina), près de Matera, Trabaci est organiste à l’Oratorio dei Filippini de Naples, puis nommé organiste de la chapelle royale et, enfin, maestro di cappella.
Trabaci est surtout connu par ses œuvres pour clavier (orgue ou clavecin), qui incluent des ricercares, des canzones et des toccatas. Il a également écrit de nombreuses œuvres vocales sacrées et profanes.

## Œuvres

### Musique sacrée
- 21 Motectorum, pour 5-6 voix et 8 voix
- 8 rithmis, pour 5 voix
- 3 Missarum et 6 motectorum, pour 4 voix
- 21 Psalmarum pro vesperis et completario totius anni, cum 4 antiphonis et 4 missae, pour 4 voix
- Sylvae amonicae
- 23 Hinni e 23 motetti, pour 8 voix et basse continue
- 13 Psalmi vespertini cum 6 rithmis, pour 4 voix
- 13 Motetti, pour 5 voix (1634)
- 4 Passionem
- 4 Messes
- Laudaum, pour 4 vix
- Salmo, pour 4 voix

### Musique vocale profane
- Il primo libro de (21) madrigali, pour 5 voix
- (14) Villanelle et arie alla napolitana a 3 e a 4
- Il secondo libro de (20) madrigali, pour 5 voix
- Madrigale per 5 voci
- Solo aria e aria, pour 3 voix

### Musique pour clavier
- Ricercate, canzone franzese, capricci, canti fermi, gagliarde, partite diverse, toccate, durezze e ligature, consonanze stravaganti et un madrigale passeggiato nel fine - Libro primo (1603, Napoli)
- Il secondo libro de ricercate & altri varij capricci (1615, Napoli)
- 7 galliardes
- 100 versi sopra li Otto Finali Ecclesiastici

## Discographie
- Trabaci, Music for Organ and Harpsichord plays by Francesco Cera (Brillant Classics 94897, 2014)
- Neapolitan keyboard music, played by Stefano Innocenti (Brilliant classics 94992, 2014)